# Julie Benz
Julie Benz (Pittsburgh, Estados Unidos, 1 de maio de 1972), é uma atriz norte-americana nascida em Pittsburgh, no estado da Pennsylvania. Ficou famosa ao interpretar Rita Bennett na série de televisão Dexter e a stripper Robin Gallagher em Desperate Housewives.
Participou de várias séries na televisão, a mais recente sendo Training Day como a cafetina Holly Butler pelo canal CBS; também atuou em Hawaii Five-0 como a inspetora Abby Dunn pelo canal CBS, Defiance como prefeita Amanda Rosewater pelo canal SyFy, No Ordinary Family como Stephanie Powell pelo canal ABC e Dexter como Rita Bennett pelo canal pago Showtime. Ainda na televisão, Benz participou da premiada "Lackawanna Blues", uma produção de Halle Berry e que contou com um elenco estelar, incluindo S. Epatha Mekerson e Jimmy Smits; além de episódios das séries "Roswell", "Navy: NCIS", "Buffy, A Caça Vampiros", "Angel", "Peacemakers", "King of Queens", "Supernatural" e "CSI: Miami". No cinema, Benz estrelou "Kill Your Darlings", uma comédia independente sobre suicídio; "As Good as It Gets" (no Brasil: Melhor é Impossível), com Jack Nicholson; "George, O Rei da Floresta 2"; e "Jawbreaker", uma produção da Tri-Star com Rose McGowan. Seu trabalho mais recente neste segmento é "The Brothers", um filme da Sony/Screen Gem, coestrelado por Billy Bellamy e Shemar Moore. A atriz também deu voz à Miranda Keys, uma personagem do popular jogo de vídeo game "Halo 2". Também interpretou Brit no filme Jogos Mortais V e Angela Donatelli em Punisher: War Zone (no Brasil: O Justiceiro em Zona de Guerra).

## Biografia
Benz nasceu em Pittsburgh. Sua mãe, Joanne Marie (nascida Seemiller), era patinadora artística, e seu pai, George Benz Jr., é cirurgião em Pittsburgh.
A família se estabeleceu nas proximidades de Murrysville, Pensilvânia, quando Benz tinha dois anos, e ela começou a patinar no gelo quando tinha três. Ela frequentou e se formou na Franklin Regional High School em Murrysville. Benz é descendente de alemães e galeses.
Quando Benz tinha 14 anos, ela sofreu uma fratura por estresse na perna direita e teve que se ausentar da patinação. No ano seguinte, aos 15 anos, Benz diz que um treinador de atuação lhe disse que ela nunca teria sucesso como atriz. “Lembro-me da professora me dizendo que eu não deveria nem tentar atuar. Ainda tenho o boletim escolar onde ela dizia: 'Você nunca será ator. Sua voz é horrível.' Essa foi a melhor coisa que já aconteceu comigo, porque eu pensei, ‘vou te mostrar'”, disse ela mais tarde.
Em 1989, com o fim de sua carreira na patinação artística, Benz se envolveu no teatro local e foi escalada para a peça Street Law. Seu primeiro papel no cinema foi uma pequena participação no segmento "The Black Cat" do filme de terror de Dario Argento/George A. Romero, Two Evil Eyes (1990). Um ano depois, ela foi escalada para o programa de TV Hi Honey, I'm Home! (1991), que foi cancelado após duas temporadas.
Depois de terminar o ensino médio em 1990, Benz estudou atuação na Universidade de Nova York.

## Vida pessoal
Benz se casou com o ator John Kassir em 30 de maio de 1998. Ela pediu o divórcio em dezembro de 2007.
Em 2011, ela ficou noiva de Rich Orosco. Eles se casaram em 5 de maio de 2012.

## Filmografia

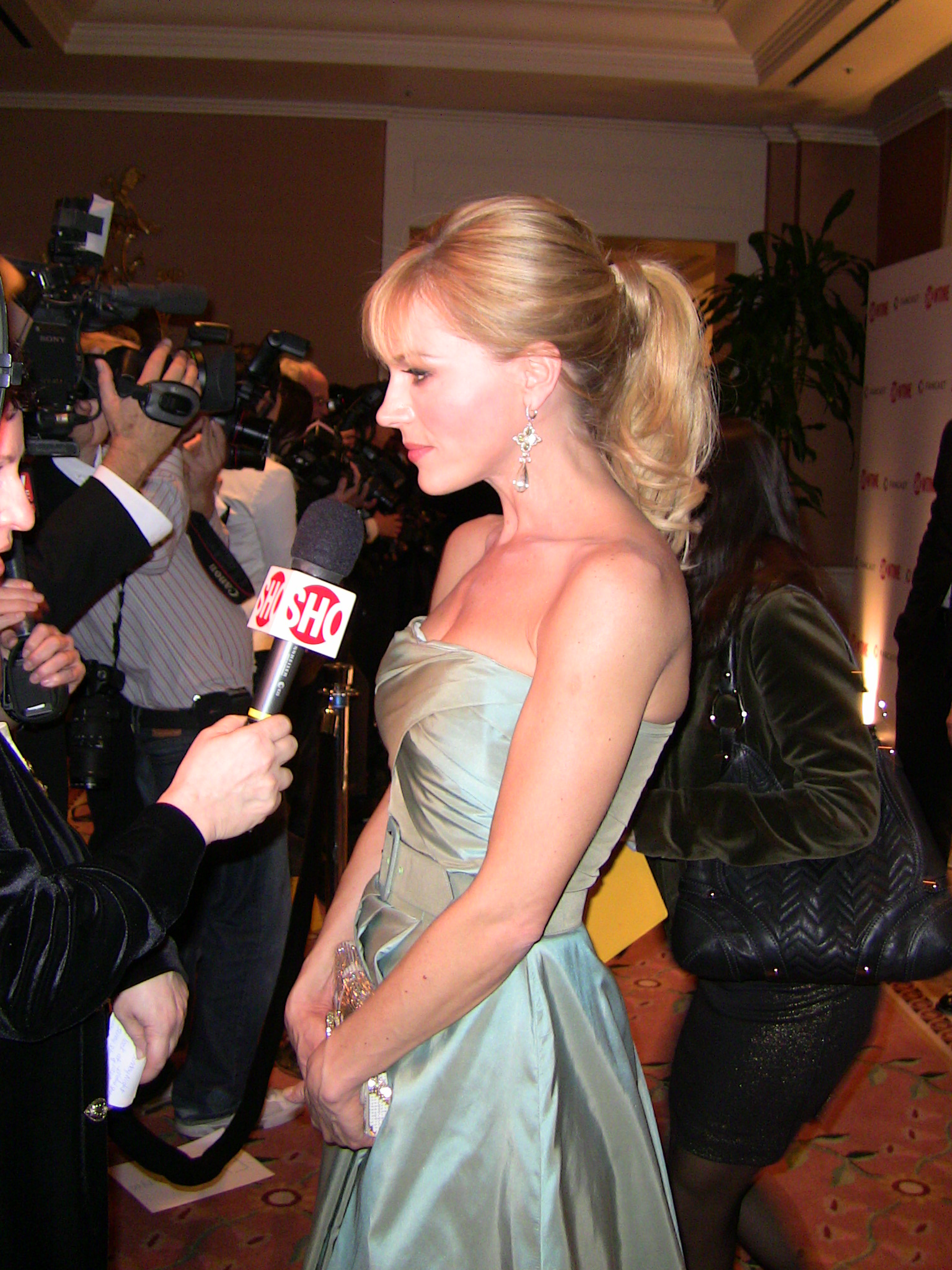
Julie Benz na cerimônia de entrega do Globo de Ouro de 2009.

### Cinema
| Ano  | Título                                                   | Papel                                | Notas                                        |
| ---- | -------------------------------------------------------- | ------------------------------------ | -------------------------------------------- |
| 1990 | Two Evil Eyes                                            | Betty                                | Segmento: "The Black Cat"                    |
| 1996 | Darkdrive                                                | Julie Falcon                         |                                              |
| 1997 | Melhor É Impossível                                      | Recepcionista                        |                                              |
| 1997 | Inventing the Abbotts                                    | Co-ed                                |                                              |
| 1999 | Dirt Merchant                                            | Angie                                |                                              |
| 1999 | Um Crime entre Amigas                                    | Marcie Fox                           |                                              |
| 2000 | Bad Girls from Valley High                               | Danielle                             |                                              |
| 2000 | Shriek If You Know What I Did Last Friday the Thirteenth | Barbara                              | Filme lançado diretamente em mídia doméstica |
| 2001 | The Brothers                                             | Jesse Caldwell                       |                                              |
| 2003 | George of the Jungle 2                                   | Ursula Stanhope, Queen of the Jungle | Filme lançado diretamente em mídia doméstica |
| 2004 | The Long Shot                                            | Annie Garrett                        |                                              |
| 2005 | 8mm 2                                                    | Lynn                                 | Filme lançado diretamente em mídia doméstica |
| 2006 | Kill Your Darlings                                       | Katherine                            |                                              |
| 2008 | Punisher: War Zone                                       | Angela Donatelli                     |                                              |
| 2008 | Rambo                                                    | Sarah Miller                         |                                              |
| 2008 | Saw V                                                    | Brit                                 |                                              |
| 2009 | The Boondock Saints II: All Saints Day                   | Eunice Bloom                         |                                              |
| 2010 | Bedrooms                                                 | Anna                                 |                                              |
| 2011 | Answers to Nothing                                       | Frankie                              |                                              |
| 2011 | Ricochet                                                 | Elise Laird                          |                                              |
| 2014 | Supremacy                                                | Kristen                              |                                              |
| 2015 | Circle                                                   | Esposa                               |                                              |
| 2015 | Life on the Line                                         | Carline                              |                                              |
| 2016 | Havenhurst                                               | Jackie                               |                                              |
| 2019 | Foster Boy                                               | Pamela Dupree                        |                                              |
| 2020 | Nocturne                                                 | Cassie Lowe                          |                                              |

### Televisão
| Ano       | Título                               | Papel                | Notas                                                            |
| --------- | ------------------------------------ | -------------------- | ---------------------------------------------------------------- |
| 1991–1992 | Hi Honey, I'm Home!                  | Babs Nielson         | Papel principal                                                  |
| 1994      | Married... with Children             | Sascha               | Episódio: "Field of Screams"                                     |
| 1995      | The Barefoot Executive               | Mulher Sexy          | Filme para televisão                                             |
| 1995      | Hang Time                            | Linda Cantrell       | Episódio: "Earl Makes the Grade"                                 |
| 1995      | High Tide                            | Joanna Craig         | Episódio: "Sea No Evil"                                          |
| 1995      | Step by Step                         | Tawny                | Episódio: "The Wall"                                             |
| 1996      | Boy Meets World                      | Bianca               | Episódio: "City Slackers"                                        |
| 1996      | Diagnosis: Murder                    | Julie Miller         | Episódio: "Murder on Thin Ice"                                   |
| 1996      | Hearts Adrift                        | Christy              | Filme para televisão                                             |
| 1996      | The Single Guy                       | Garota cranberries   | Episódio: "Love Train"                                           |
| 1996      | Sliders                              | Jenny Michener       | Episódio: "The Electric Twister Acid Test"                       |
| 1997      | The Big Easy                         | Roxanne              | Episódio: "BeGirled"                                             |
| 1997      | Fame L.A.                            | Vanessa              | Episódio: "The Beat Goes On"                                     |
| 1997–2000 | Buffy the Vampire Slayer             | Darla                | Papel recorrente                                                 |
| 1998      | Ask Harriet                          | Joplin Russell       | Papel recorrente                                                 |
| 1998      | Conrad Bloom                         | Julie                | Episódio: "The Rebound Guy"                                      |
| 1999      | The King of Queens                   | Julie Patterson      | Episódio: "Train Wreck"                                          |
| 1999      | Payne                                | Breeze O'Rourke      | Papel principal                                                  |
| 1999–2000 | Roswell                              | Kathleen Topolsky    | Papel recorrente (temporada 1)                                   |
| 2000      | Satan's School for Girls             | Alison Kingsley      | Filme para televisão                                             |
| 2000–2004 | Angel                                | Darla                | Papel recorrente (temporadas 1–3); participação (temporadas 4–5) |
| 2002      | Coupling                             | Amanda               | Episódio: "Decatur Guy"                                          |
| 2002      | Peacemakers                          | Miranda Blanchard    | Episódio: "The Witness"                                          |
| 2002      | She Spies                            | Elaine               | Episódio: "Spies vs. Spy"                                        |
| 2002      | Taken                                | Kate Keyes           | Minissérie                                                       |
| 2004      | The Long Shot: Believe in Courage    | Annie Garrett        | Filme para televisão                                             |
| 2004      | NCIS                                 | Denise Johnson       | Episódio: "A Weak Link"                                          |
| 2004      | Oliver Beene                         | Garota com o cigarro | Episódio: "Idol Chatter"                                         |
| 2005      | Lackawanna Blues                     | Laura                | Filme para televisão                                             |
| 2005      | Locusts: The 8th Plague              | Vicky                | Filme para televisão                                             |
| 2006      | Circle of Friends                    | Maggie               | Filme para televisão                                             |
| 2006      | CSI: Crime Scene Investigation       | Heidi Wolff          | Episódio: "Time of Your Death"                                   |
| 2006      | CSI: Miami                           | Hayley Gordon        | Episódio: "Deviant"                                              |
| 2006      | Supernatural                         | Layla Rourke         | Episódio: "Faith"                                                |
| 2006–2010 | Dexter                               | Rita Bennett         | Papel principal (temporadas 1–4); participação (temporada 5)     |
| 2007      | Law & Order                          | Dawn Sterling        | Episódio: "Church"                                               |
| 2009      | Held Hostage                         | Michelle Estey       | Filme para televisão                                             |
| 2009      | Uncorked                             | Johnny Prentiss      | Filme para televisão                                             |
| 2010      | Desperate Housewives                 | Robin Gallagher      | Papel recorrente (temporada 6)                                   |
| 2010–2011 | No Ordinary Family                   | Stephanie Powell     | Papel principal                                                  |
| 2011      | Royal Pains                          | Elyse                | Episódio: "An Apple a Day"                                       |
| 2011–2012 | A Gifted Man                         | Christina Holt       | Papel recorrente (temporada 1)                                   |
| 2013      | Sole Custody                         | Zoe                  | Filme para televisão                                             |
| 2013      | Taken: The Search for Sophie Parker  | Stevie Parker        | Filme para televisão                                             |
| 2013–2015 | Defiance                             | Amanda Rosewater     | Papel principal                                                  |
| 2015      | Charming Christmas                   | Meredith Rossman     | Filme para televisão                                             |
| 2015–2017 | Hawaii Five-0                        | Abby Dunn            | Papel recorrente (temporadas 6–7)                                |
| 2017      | Christmas Homecoming                 | Amanda               | Filme para televisão                                             |
| 2017      | Training Day                         | Holly Butler         | Papel principal                                                  |
| 2019      | Dark/Web                             | Rideshare            | Episódio: "Rideshare"                                            |
| 2019      | Light as a Feather                   | Skye Karras          | Episódio: "...Guilty as Sin"                                     |
| 2019      | On Becoming a God in Central Florida | Carole Wilkes        | Papel recorrente                                                 |
| 2019      | V. C. Andrews' Heaven                | Kitty Dennison       | Filme para televisão                                             |
| 2021      | Love, Victor                         | Shelby               | Participação                                                     |
| 2021      | Secrets of a Gold Digger Killer      | Celeste Beard        | Filme para televisão                                             |
| 2022      | 9-1-1: Lone Star                     | Sadie                | Participação                                                     |

### Video games
| Ano  | Título               | Papel         | Notas |
| ---- | -------------------- | ------------- | ----- |
| 2004 | Hot Shots Golf Fore! | Phoebe        |       |
| 2004 | Hot Shots Golf Fore! | Amy           |       |
| 2004 | Halo 2               | Miranda Keyes |       |

## Prêmios e indicações
| Ano  | Cerimônia                       | Categoria                                                                                | Obra   | Resultado |
| ---- | ------------------------------- | ---------------------------------------------------------------------------------------- | ------ | --------- |
| 2006 | 11th Satellite Awards           | Satellite Awards de Melhor Atriz Coadjuvante - Série, Minissérie ou Filme para Televisão | Dexter | Venceu    |
| 2008 | Eyegore Awards                  | Eyegore Award                                                                            |        | Venceu    |
| 2008 | 2008 Scream Awards              | Melhor Atriz de Terror                                                                   | Dexter | Indicada  |
| 2009 | 16th Screen Actors Guild Awards | Screen Actors Guild Award de Melhor Desempenho de Elenco em Série Dramática              | Dexter | Indicada  |
| 2010 | 17th Screen Actors Guild Awards | Screen Actors Guild Award de Melhor Desempenho de Elenco em Série Dramática              | Dexter | Indicada  |
| 2010 | 36th Saturn Awards              | Saturn Award de Melhor Atriz Coadjuvante na Televisão                                    | Dexter | Venceu    |
| 2010 | Monte Carlo Television Festival | Melhor Atriz - Série Dramática                                                           | Dexter | Indicada  |
| 2010 | 2010 Scream Awards              | Melhor Atriz de Terror                                                                   | Dexter | Indicada  |